# کتیسلاو دوسدل
 کتیسلاو دوسدل (انگلیسی: Ctislav Doseděl؛ زاده ۱۴ اوت ۱۹۷۰) یک تنیس‌باز اهل جمهوری چک است.